# Anyphaena pacifica
Anyphaena pacifica là một loài nhện trong họ Anyphaenidae.
Loài này thuộc chi Anyphaena. Anyphaena pacifica được Richard C. Banks miêu tả năm 1896.